# Burkhard Huwiler
Burkhard Huwiler MAfr, auch Burkard Huwiler, (* 7. April 1868 in Buttwil, Kanton Aargau; † 1. Oktober 1954 in Bukoba, Tanganjika) war ein Schweizer römisch-katholischer Ordensgeistlicher und Apostolischer Vikar von Bukoba.

## Leben
Burkhard Huwiler besuchte das Gymnasium in Einsiedeln. 1887 trat er der Ordensgemeinschaft der Weißen Väter bei. Nach dem Studium der Philosophie und der Katholischen Theologie an den Priesterseminaren der Weißen Väter in Maison-Carrée und Karthago empfing Huwiler am 2. Juli 1893 das Sakrament der Priesterweihe.
Von 1893 bis 1897 bereiste Burkhard Huwiler Deutschland, Österreich und die Schweiz, um Spenden für die Missionsarbeit der Weißen Väter zu sammeln. Anschließend wurde er als Missionar in die Region um den Victoriasee entsandt. 1899 musste Huwiler aufgrund einer schweren Erkrankung in die Schweiz zurückkehren. Ab 1904 wirkte er erneut in Zentralafrika, wo er Missionsreisen in noch unerforschte Gebiete unternahm.
Am 18. März 1929 ernannte ihn Papst Pius XI. zum Titularbischof von Vazari und zum ersten Apostolischen Vikar von Bukoba. Der emeritierte Apostolische Vikar von Victoria-Nyanza, Joseph Sweens MAfr, spendete ihm am 14. Juli desselben Jahres die Bischofsweihe; Mitkonsekratoren waren der Apostolische Vikar von Uganda, Henri Streicher MAfr, und der Apostolische Vikar von Tabora, Joseph-Georges-Édouard Michaud MAfr.
Papst Pius XII. nahm am 20. März 1946 das von Burkhard Huwiler vorgebrachte Rücktrittsgesuch an. Danach war er weiterhin als Missionar in Tanganjika tätig.